# Omiodes sirena
Omiodes sirena là một loài bướm đêm trong họ Crambidae.